# Naissance en 1268
Naissance
- 1264
- 1265
- 1266
- 1267
- 1268
- 1269
- 1270
- 1271
- 1272

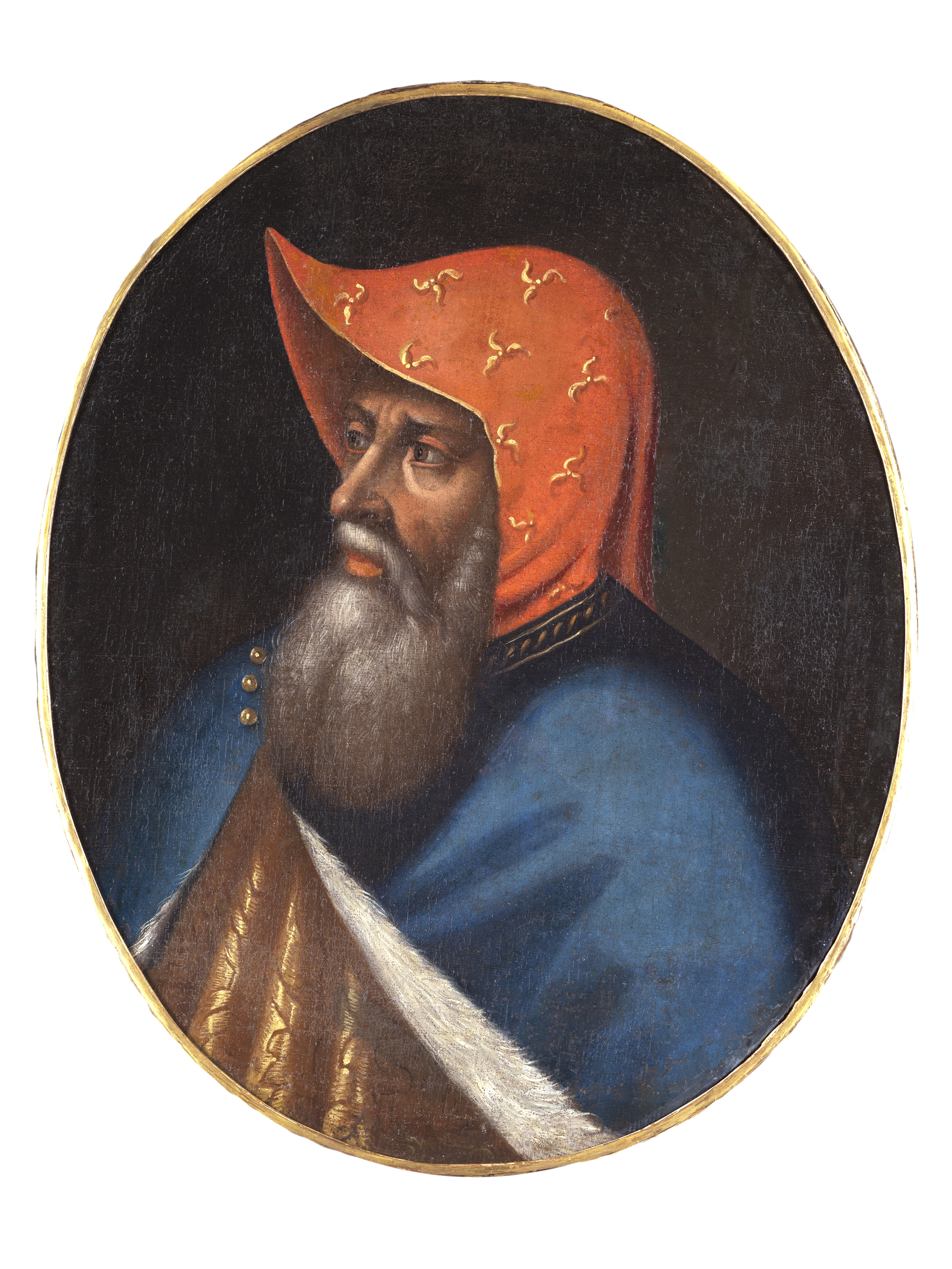
Louis Ier de Mantoue, né en 1268.

Cette page dresse une liste de personnalités nées au cours de l'année 1268 :

## En Europe
- 28 janvier : Agnès de Montepulciano, prieure dominicaine.
- avril/juin : Philippe IV le Bel, roi de France, onzième roi de la dynastie des Capétiens directs.
- Mahaut d'Artois, princesse de la maison capétienne d'Artois, comtesse d’Artois, pair de France par son titre de comtesse d'Artois, comtesse de Bourgogne.
- Béatrice d'Avesnes, comtesse de Flandre et de Hainaut.
- Louis Ier Gonzague de Mantoue, noble italien, seigneur de Mantoue.
- Claire de Montefalco, religieuse Augustine italienne.
- Philippe IV le Bel, roi de France à Fontainebleau.
- Éric II de Norvège, ou Eirik II Magnusson de Norvège Prestehatar, roi de Norvège et d'Islande.
- Hesso de Bade-Bade, co-margrave de Bade-Bade.
- Louis Ier de Mantoue, ou Luigi Corradi da Gonzaga, noble italien de la famille des Corradi-Gonzaga, premier capitaine du peuple (capitano del Popolo) de la ville de Mantoue.
- Marie de Bretagne, comtesse de Saint-Pol.
- Albert II de Brunswick-Göttingen, dit le Gros (der Fette), duc de Brunswick-Lunebourg, prince de Göttingen et prince de Wolfenbüttel.
- Béatrice d'Este, noble italienne.

## En Asie
- Nijō Kanemoto, noble de cour japonais (kugyō) de l'époque de Kamakura.
- Song Duanzong, avant-dernier empereur de la dynastie Song du Sud.
- Keizan Jōkin, successeur à la troisième génération de Dōgen et second fondateur de l'école Sōtō du Zen japonais.
- Dharmapala Raksita, chef des Sakyapa, une école du bouddhisme tibétain, la plus influente des écoles bouddhique au Tibet.
- Eiji, roi des Îles japonaises de Ryukyu